# Carl von Krogh
Carl Christian von Krogh (født 17. april 1832 i Svendborg, død 25. august 1910) var en dansk officer og historisk forfatter.
Han var søn af kammerherre, major Gregers Christian Frederik von Krogh (17. april 1791 – 29. maj 1851) og Isidore Severine Maria Magdalene f. von Heinen (15. september 1798 – 10. november 1848). 1846 blev han landkadet, 1851 sekondløjtnant ved 1. jægerkorps, 1853 forsat til Livgarden til Hest og 1863 premierløjtnant. Efter Hestgardens opløsning overgik han i 1866 til Gardehusarregimentet og i 1867 fra dette til 4. dragonregiment. I 1871 blev han ritmester ved 5. dragonregiment. I 1876 trådte han ud af militæretaten og levede siden da som privatmand. 1887 blev han udnævnt til kammerherre.
Krogh blev den 30. december 1863 Ridder af Vasaordenen, blev 28. maj 1866 Ridder af Dannebrog og 25. september 1866 Ridder af Sankt Anna-ordenen (ordenens 3. grad). Senere modtog han Dannebrogsmændenes Hæderstegn.
Krogh beskæftigede sig en del med historiske undersøgelser og udgav i 1886 Meddelelser om den kongelige Livgarde til Hest. Endvidere foretog han talrige rejser i og uden for Europa og har skildret en af disse i Et Ophold i Orienten i Vinteren 1887-88 (1889). I 1895 blev han formand for Dansk Turistforening.
Han blev gift 6. oktober 1877 med Susan Curtois Howard (8. februar 1846 -), datter af Adderley Howard, Esq.